# لپتون
لِپتون (به انگلیسی: Lepton) خانواده‌ای از ذرات بنیادی با اسپین نیمه‌صحیح ‎(اسپین 1⁄2) هستند که برهم‌کنش هسته‌ای قوی ندارند اما از اصل طرد پاولی پیروی می‌کنند.
مشهورترین لپتون، الکترون است که مستقیماً با تمام ویژگی‌های شیمیایی مرتبط است. دو ردهٔ  اصلی لپتون‌ها شامل بر: لپتون‌های دارای بار الکتریکی (که به آنها لپتون‌های الکترون‌مانند هم می‌گویند) و لپتون‌های خنثی ( که به نام نوترینو شناخته می‌شوند). لپتون‌های باردار می‌توانند با ذرات دیگر ترکیب شده و ذرات مرکب مختلفی مانند اتم یا پوزیترونیوم تشکیل دهند، اما نوترینوها به ندرت با چیزی برهم‌کنش دارند و از این رو به ندرت مشاهده می‌شوند.
شش گونه لپتون وجود دارد که به هر یک از آنها یک مزه گفته می‌شود و در سه نسل مختلف طبقه‌بندی می‌شوند.
نسل نخست لپتون‌های الکترونی هستند که شامل الکترون (e−
) و الکترون نوترینو (ν
e) می‌شوند. نسل دوم لپتون‌های میونی هستند که شامل میون (μ−
) و میون‌نوترینو(ν
μ) می‌شوند؛ و نسل سوم لپتون‌های تائونی هستند که شامل تاو (τ−
) و تاو نوترینو (ν
τ) می‌شوند.
الکترون‌ها کمترین جرم را در بین لپتون‌های باردار دارند. میون‌ها و تاوهای سنگین‌تر به سرعت در یک فرایند واپاشی ذره به الکترون تبدیل می‌شوند: تبدیل از حالتی  با جرم بیشتر به حالتی با جرم کمتر. الکترون‌ها پایدار هستند و فراوان‌ترین لپتون باردار در جهان هستند، درحالی‌که میون و تاو تنها در برخوردهای پرانرژی به وجود می‌آیند (مانند برخوردهای مربوط به پرتو کیهانی و همچنین شتاب‌دهنده‌های ذرات).
لپتون‌ها ویژگی‌های ذاتی مختلفی مانند بار الکتریکی، اسپین و جرم دارند. هر چند که برخلاف کوارک‌ها، لپتون‌ها در معرض برهم‌کنش هسته‌ای قوی نیستند. اما با سه نیروی بنیادی دیگر برهم‌کنش دارند: گرانش، الکترومغناطیس (به‌جز نوترینوها که بار الکتریکی ندارند) و برهم‌کنش هسته‌ای ضعیف. به ازای هر مزه لپتون یک پادذره متناظر وجود دارد، که با نام پادلپتون شناخته می‌شود و تنها تفاوت آن با لپتون متناظرش در علامت برخی از ویژگی‌های آن است. البته با وجود اینکه بر مبنای برخی نظریه‌ها نوترینوها هم ممکن است پادذرهٔ متناظری داشته باشند، اما در حال حاضر نمی‌دانیم که این موضوع صحت دارد یا خیر.
نظریه‌پردازی در مورد نخستین لپتون باردار، یعنی الکترون، در اواسط قرن نوزدهم توسط دانشمندان متعددی آغاز شد و در سال ۱۸۹۷ توسط تامسون کشف شد. لپتون بعدی که مشاهده شد، میون بود که توسط کارل دیوید اندرسون در سال ۱۹۳۶ کشف شد و در آن زمان به عنوان یک مزون طبقه‌بندی شده‌بود.
پس از کمی بررسی مشخص شد که میون، ویژگی‌های مورد انتظار از یک مزون را ندارد بلکه بیشتر به الکترون شبیه است و تنها جرم بیشتری دارد. تا سال ۱۹۴۷ طول کشید تا مفهوم لپتون به عنوان خانواده‌ای از ذرات بنیادی پیشنهاد گردد. نخستین نوترینو، یعنی الکترون‌نوترینو توسط ولفگانگ پاولی در سال ۱۹۳۰ پیشنهاد شد تا بتوان برخی از ویژگی‌های واپاشی بتا را توضیح داد. مشاهده آن نخستین‌بار در آزمایش کووان-راینز  توسط کلاید کون و  فردریک رینز در سال ۱۹۵۶ انجام شد.
میون‌نوترینو در سال ۱۹۶۲ توسط لئون لدرمن، ملوین شوارتز و جک اشتینبرگر کشف شد، و تاو بین سال‌های ۱۹۷۴ تا ۱۹۷۷ توسط مارتین لوییس پرل و همکارانش از مرکز شتاب‌دهنده خطی ذرات استانفورد و آزمایشکاه ملی لورنس برکلی، کشف شد. تاو نوترینو تا ماه ژوئیه سال ۲۰۰۰ مشاهده نشده‌بود و در آن زمان توسط آزمایش دونات در آزمایشگاه فرمی کشف شد.
لپتون‌ها بخش مهمی از مدل استاندارد هستند. الکترون‌ها در کنار پروتون و نوترون یکی از اجزای تشکیل‌دهندهٔ اتم‌ها هستند. اتم‌های غیرعادی که به جای الکترون، میون یا تاو داشته‌باشند نیز قابل ساخت هستند. همچنین می‌توان ذرات لپتون-پادلپتون مانند پوزیترونیوم تشکیل داد.

## واژه‌شناسی
نام لپتون برآمده از واژه یونانی لپتوس (λεπτός) به معنی «ریز، کوچک، باریک» می‌باشد. نام لپتون نخستین بار توسط فیزیکدانی به نام لئون روزنفلد در سال ۱۹۴۸ به‌کار برده‌شد:
در پی پیشنهاد پروفسور کریستیان مولر, من — به عنوان مکمل نوکلئون — نام لپتون (از λεπτός، کوچک، باریک، ظریف ) را برگزیدم که نشان‌دهنده جرم کوچک آن باشد.
هرچند که این واژه‌شناسی به اشتباه این تصور را به‌وجود می‌آورد که همه لپتون‌ها جرم کوچکی دارند. وقتی روزنفلد این نام را برگزید، تنها لپتون‌های شناخته‌شده  الکترون و میون بودند که جرمشان بسیار کوچک بود. جرم الکترون (۰٫۵۱۱ MeV/c۲)
و جرم میون (۱۰۵٫۷ MeV/c۲)
تنها کسری از جرم پروتون (۹۳۸٫۳ MeV/c۲) هستند. اما جرم تاو (که در اواسط دهه هفتاد کشف شد)
(۱۷۷۷ MeV/c۲)
تقریباً دوبرابر پروتون و در حدود ۳۵۰۰ برابر الکترون است.

## تاریخچه
| نام ذره                                   | نام پادذره                                         |
| ----------------------------------------- | -------------------------------------------------- |
| الکترون                                   | پادالکترون پوزیترون                                |
| الکترون نوترینو                           | الکترون پادنوترینو                                 |
| میون لپتون میو میو                        | پادمیون لپتون پادمیو پادمیو                        |
| میون نوترینو میونیک نوترینو میو نوترینو   | میون پادنوترینو میونیک پادنوترینو میو پادنوترینو   |
| تائون لپتون تاو تاو                       | پادتائون لپتون پادتاو پادتاو                       |
| تائون نوترینو تائونیک نوترینو تاو نوترینو | تائون پادنوترینو تائونیک پادنوترینو تاو پادنوترینو |

نخستین لپتونی که شناسایی شد، الکترون بود که توسط جی جی تامسون و تیم متشکل از فیزیکدانان بریتانیایی او در سال ۱۸۹۷ کشف شد.
سپس در سال ۱۹۳۰ ولفگانگ پاولی استدلال نمود که الکترون نوترینو در واپاشی بتا، پایستگی انرژی، پایستگی تکانه و پایستگی تکانه زاویه‌ای را رعایت می‌کند.
پاولی نظریه‌ای ارائه داد مبنی براینکه یک ذره آشکارنشده، مسئول اختلاف مشاهده شده بین انرژی، تکانه و تکانه زاویه‌ای در ذرات مشاهده‌شده اولیه و نهایی می‌باشد. الکترون‌نوترینو را در آن زمان نوترینو می‌گفتند زیرا هنوز نمی‌دانستند که نوترینو مزه‌های مختلفی دارد.
تقریباً ۴۰ سال پس از کشف الکترون، میون توسط کارل دیوید اندرسون در سال ۱۹۳۶ کشف‌شد. به خاطر جرمش ابتدا به عنوان یک مزون طبقه‌بندی شده‌بود.
بعدها مشخص شد که میون بسیار بیشتر به الکترون شبیه بود تا به یک مزون، زیرا میون‌ها برهم‌کنش هسته‌ای قوی ندارند و به همین دلیل میون‌ها دوباره طبقه‌بندی شدند : الکترون، میون و (الکترون)نوترینو در گروه جدیدی به نام لپتون‌ها قرار گرفتند. در سال ۱۹۶۲، لئون لدرمن، ملوین شوارتز و جک اشتینبرگر با آشکارسازی برهم‌کنش‌های میون نوترینو نشان دادند که بیش از یک نوع نوترینو وجود دارد و جایزه نوبل فیزیک ۱۹۸۸ را به خود اختصاص دادند، هرجند که تا آن موقع دیگر مزه‌های مختلفی از نوترینو نظریه‌پردازی شده‌بود.
تاو نخستین بار در سری آزمایش‌هایی که در سال‌های ۱۹۷۴ تا ۱۹۷۷ توسط مارتین لوییس پرل و همکارانش در آزمایشگاه ملی لارنس برکلی و آزمایشگاه ملی شتاب‌دهنده اسلاک کشف شد.
انتظار می‌رفت که مانند الکترون و میون یک نوترینوی متناظر نیز داشته باشد. نخستین شواهد از تاو نوترینو از مشاهدات انرژی و تکانه گم‌شده در واپاشی بتای تاو در سال ۲۰۰۰ به‌دست‌آمد. این شیوه مشابه نتیجه‌گیری انجام شده از انرژی و تکانه گم‌شده در واپاشی بتا بود که منجر به کشف الکترون نوترینو شد. نخستین آشکارسازی برهم‌کنش‌های تاو در سال ۲۰۰۰ توسط گروه دونات از آزمایشگاه فرمی اعلام شد و آخرین ذره مدل استاندارد است که مستقیماً مشاهده شده‌است. البته به جز بوزون هیگز که احتمالاً در سال ۲۰۱۲ کشف شده‌بود.
اگرچه همه داده‌های کنونی با وجود سه نسل از لپتون‌ها سازگار است، برخی از فیزیکدانان در جستجو به دنبال نسل چهارم لپتون‌ها هستند. حد پایین کنونی برای جرم چنین لپتون نسل چهارمی، ۱۰۰٫۸ GeV/c۲  درحالی‌که پادنوترینوی مرتبط با آن جرمی حداقل برابر با ۴۵٫۰ GeV/c۲ خواهد داشت.

## ویژگی‌ها

### اسپین و دست‌سانی

مارپیچگی‌های چپ-دست و راست-دست

لپتون‌ها ذرات اسپین 1⁄2 هستند و به همین دلیل بنا بر قضیه اسپین-آمار، فرمیون محسوب می‌شوند و مشمول اصل طرد پاولی هستند؛ یعنی هیج دو لپتونی از یک گونه نمی‌توانند به‌طور هم‌زمان حالت‌های یکسانی داشته‌باشند. علاوه‌براین این بدان معناست که هر لپتون تنها می‌تواند دو حالت اسپین مختلف داشته باشد که بالا و پایین نام دارند.
یکی از ویژگی‌هایی که ارتباط تنگاتنگی با این موضوع دارد، ویژگی دست‌سانی است که به نوبه خود ارتباط نزدیکی با ویژگی مارپیچگی دارد که تصویر کردن آن ساده‌تر است. مارپیچگی یک ذره عبارت است از جهت اسپین آن نسبت به تکانه‌اش؛ ذراتی که اسپین و تکانه آن‌ها هم‌جهت باشد را «راست-دست» و در غیراین‌صورت «چپ-دست» می‌نامیم. وقتی ذره‌ای بدون جرم باشد، جهت تکانه آن نسبت به جهت اسپین‌اش مستقل از چارچوب خواهد بود، در حالی‌که در ذرات جرم‌دار می‌توان توسط یک تبدیل لورنتز و تغییر مارپیچگی، از ذره پیشی‌گرفت. دست‌سانی یک ویژگی فنی است (که توسط رفتار تبدیل تحت گروه پوانکاره تعریف می‌شود) که با مارپیچگی در مورد ذرات بدون جرم در توافق است (تقریباً) و برای ذرات جرم‌دار نیز به خوبی تعریف می‌شود.
از دید بسیاری از نظریه‌های میدان‌های کوانتومی— مانند الکترودینامیک کوانتومی و کرومودینامیک کوانتومی— فرمیون‌های راست‌دست و فرمیون‌های چپ‌دست یکسان هستند. اگرچه مدل استاندارد با فرمیون‌های راست‌دست و چپ‌دست رفتاری نامتقارن دارد. فقط فرمیون‌های چپ‌دست می‌توانند با نیروی هسته‌ای ضعیف برهم‌کنش داشته‌یاشند در حالی که نوترینوی راست‌دست وجود ندارد؛ که این مثالی از نقض پاریته است. در متون علمی فرمیون چپ‌دست را با یک L در پایین مشخص می‌کنند (مثلاً e−
L) و فرمیون راست‌دست نیز با R و به شیوه مشابهی نوشته می‌شود.

### برهم‌کنش الکترومغناطیسی

برهمکنش لپتون-فوتون

یکی از ویژگی‌های بسیار مهم لپتون‌ها بار الکتریکی، Q است. بار الکتریکی میزان قدرت آن‌ها در برهم‌کنش‌های الکترومغناطیسی و میزان قدرت میدان الکتریکی تولید شده توسط ذرات را تعیین می‌کند (ن. ک. قانون کولن) و  همچنین این‌که ذره با چه قدرتی به یک میدان الکتریکی یا مغناطیسی خارجی واکنش نشان می‌دهد (ن. ک. نیروی لورنتس). هر نسل از لپتون‌ها یک لپتون با بار Q = −۱ (بار الکتریکی ذرات برحسب واحدی از بار الکترون نشان داده می‌شد) و یک لپتون با بار صفر دارد. به اولی لپتون باردار و به دومی نوترینو می‌گویند به‌طور مثال در نسل اول لپتون باردار الکترون e−
 و نوترینو الکترون نوترینو ν
e است. مثلاً نسل نخست شامل الکترون با بار الکتریکی منفی  و الکترون نوترینوی خنثی می‌شود.
در زبان نظریهٔ میدان‌های کوانتومی، برهم‌کنش الکترومغناطیسی لپتون توسط این واقعیت بیان می‌شود که ذرات با کوانتای میدان الکترومغناطیسی یعنی فوتون برهم‌کنش می‌کنند. نمودار فاینمن برهم‌کنش الکترون فوتون در چپ نشان داده شداست.
از آنجا که لپتون‌ها یک چرخش ذاتی در شکل اسپین‌شان دارند، لپتون‌های باردار میدان مغناطیسی تولید می‌کنند. گشتاور مغناطیسی μ تولید شده از فرمول زیر به‌دست می‌آید،
{\displaystyle \mu =g{\frac {Qe\hbar }{4m}},}
که m جرم لپتون و g فاکتور جی برای لپتون است. اولین مرتبهٔ تقریب‌زنی در مکانیک کوانتوم پیش‌بینی می‌کند که میزان فاکتور جی برای تمام لپتون‌ها برابر ۲ باشد. اگرچه تقریب‌های مرتبهٔ بالاتر آثار کوانتومی ناشی از حلقه‌های نمودارهای فاینمن، این مقدار را کمی اصلاح می‌کنند . این تصحیحات  که گشتاور دوقطبی مغناطیسی نابهنجار (en:anomalous magnetic dipole moment)نامیده می‌شوند، بسیار نسبت به جزئیات نظریه میدان کوانتومی حساس هستند و آزمون خوبی برای میزان دقت مدل استاندارد به‌شمار می‌روند. مقادیر اندازه‌گیری‌شده از طریق نظری برای تکانه دوقطبی غیرعادی مغناطیسی الکترون تا هشت رقم بامعنی با مقادیر واقعی انطباق دارند.

### برهم‌کنش ضعیف
|                                 |  |  |
| برهم‌کنش ضعیف در نسل اول لپتون‌ها |  |  |

در مدل استاندارد، لپتون باردار چپ‌دست و نوترینو راست‌دست است و یک دوگان (ν
eL, e−
L) تشکیل می‌دهند و بیان اسپینوری در گروه واحد ویژه ایزواسپین ضعیف تقارن پیمانه‌ای به (T = ۱⁄۲) تغییر می‌کند. این بدین معنی است که این ذرات وضعیت ویژه از نتیجه ایزواسپین T۳ با ویژه مقادیر 1⁄2 و 1⁄2- خواهند داشت. لپتون راست‌دست باردار به یک اسکالر ضعیف ایزواسپینی (T = ۰) تبدیل می‌شود و در برهم‌کنش ضعیف شرکت نمی‌کند. نوترینوی راست‌دست وجود ندارد.
بار الکتریکی Q را می‌توان از نمایش ایزواسپین T۳ و ابربار ضعیف YW از طریق فرمول گل‌مان-نیشیجیما به‌دست آورد:
Q = T۳ + YW/۲

### جرم
در مدل استاندارد (ذرات بنیادی)، لپتون‌ها در ابتدا دارای جرم نیستند اما لپتون‌های باردار (الکترون، میون و تاو) در برهم‌کنش با میدان هیگز جرم به‌دست می‌آورند ولی نوترینوها بدون جرم باقی می‌مانند. بی‌جرمی نوترینوها بدین معنی است که لپتون‌های باردار نمی‌توانند مانند کوارک گروه تشکیل دهند چیزی که با مشاهدات هم‌خوانی دارد.
اگرچه از آزمایش‌هایی — که مشهورترینشان نوسان نوترینو است— نتیجه گرفته‌شده‌است که نوترینوها دارای جرم هرچند بسیار اندکی هستند: احتمالاً کمتر از۲ eV/c۲. این مسئله نشان‌دهنده وجود نظریه فیزیکی فراتر از مدل استاندارد است، که محبوبترین آن‌ها ساز و کار الاکلنگ است که می‌تواند توضیح دهد چرا نوترینوهای چپ‌دست در مقایسه با لپتون باردار  بسیار سبک هستند و همچنین چرا تاکنون نوترینوی راست‌دستی مشاهده نشده‌است.

### عدد لپتونی
به دوگان ایزواسپین ضعیف هر یک از اعضای نسل‌ها یک عدد لپتونی نسبت داده می‌شود که در مدل استاندارد پایستگی آن‌ها حفظ می‌شود.
الکترون و الکترون‌نوترینو عدد الکترونی Le = 1 دارند، درحالی‌که میون و میون‌نوترینو عدد میونی Lμ = 1 و ذرات تاو و تاو نوترینو عدد تائونی Lτ = 1 داردند. پادلپتون‌ها نیز عدد لپتونی نسل لپتونی با علامت مخالف دارند.
پایستگی عددهای لپتونی به این معنی‌است که تعداد لپتون‌های هر نوع ثابت می‌ماند. از این موضوع نتیجه می‌شود که لپتون‌ها و پادلپتون‌ها باید به صورت جفت‌هایی از یک نسل پدید آیند. مثلاً فرایندهای زیر پایستگی عدد لپتونی را حفظ می‌کنند:
e−
 + e+
 → γ +  γ,
τ−
 + τ+
 → Z0
 +  Z0
,

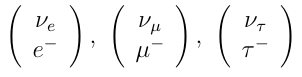
هر نسل یک دوگان ایزواسپین ضعیف تشکیل می‌دهد.

اما این فرایندها پایستگی را حفظ نمی‌کنند :
γ → e−
 + μ+
،
W−
 → e−
 + ν
τ،
Z0
 → μ−
 + τ+
.
ولی در نوسان نوترینو مشاهده شده‌است که پایستگی عددهای لپتونی انفرادی (عدد لپتونی مختص هر نسل) نقض می‌شود. این نقض به معنی ایجاب وجود دانش فیزیک فراتر از مدل استاندارد است. پایستگی شمار کل لپتون‌ها (L) قانون قوی‌تری است و حتی در نوسان نوترینو نیز پایسته است اما این قانون نیز اندکی در آنومالی کایرال (chiral anomaly) نقض می‌شود.

## فهرست ذرات
| نام ذره/پادذره                       | نماد    | بار الکتریکی (e) | اسپین | Le    | Lμ    | Lτ    | جرم (MeV/c۲)    | زمان واپاشی (ثانیه) | واپاشی معمول   |
| ------------------------------------ | ------- | ---------------- | ----- | ----- | ----- | ----- | --------------- | ------------------- | -------------- |
| الکترون / پوزیترون                   | e− /e+  | −۱/+۱            | ۱⁄۲   | +۱/−۱ | ۰     | ۰     | ۰٫۵۱۰۹۹۸۹۱۰(۱۳) | پایدار              | پایدار         |
| میون / پادمیون                       | μ− /μ+  | −۱/+۱            | ۱⁄۲   | ۰     | +۱/−۱ | ۰     | ۱۰۵٫۶۵۸۳۶۶۸(۳۸) | ۲٫۱۹۷۰۱۹(۲۱)×۱۰−۶   | e− + ν e + ν μ |
| لپتون تاو / پادتاو                   | τ− /τ+  | −۱/+۱            | ۱⁄۲   | ۰     | ۰     | +۱/−۱ | ۱۷۷۶٫۸۴(۱۷)     | ۲٫۹۰۶(۱۰)×۱۰−۱۳     | فهرست          |
| الکترون نوترینو / الکترون پادنوترینو | ν e/ν e | ۰                | ۱⁄۲   | +۱/−۱ | ۰     | ۰     | <۰٫۰۰۰۰۰۲۲      | نامعلوم             |                |
| میون نوترینو / میون پادنوترینو       | ν μ/ν μ | ۰                | ۱⁄۲   | ۰     | +۱/−۱ | ۰     | <۰٫۱۷           | نامعلوم             |                |
| تاو نوترینو / تاو پادنوترینو         | ν τ/ν τ | ۰                | ۱⁄۲   | ۰     | ۰     | +۱/−۱ | <۱۵٫۵           | نامعلوم             |                |